# 乙木
乙木（おとぎ）は、兵庫県神戸市垂水区にある町名。一丁目から三丁目がある。郵便番号は655-0882。

## 地理

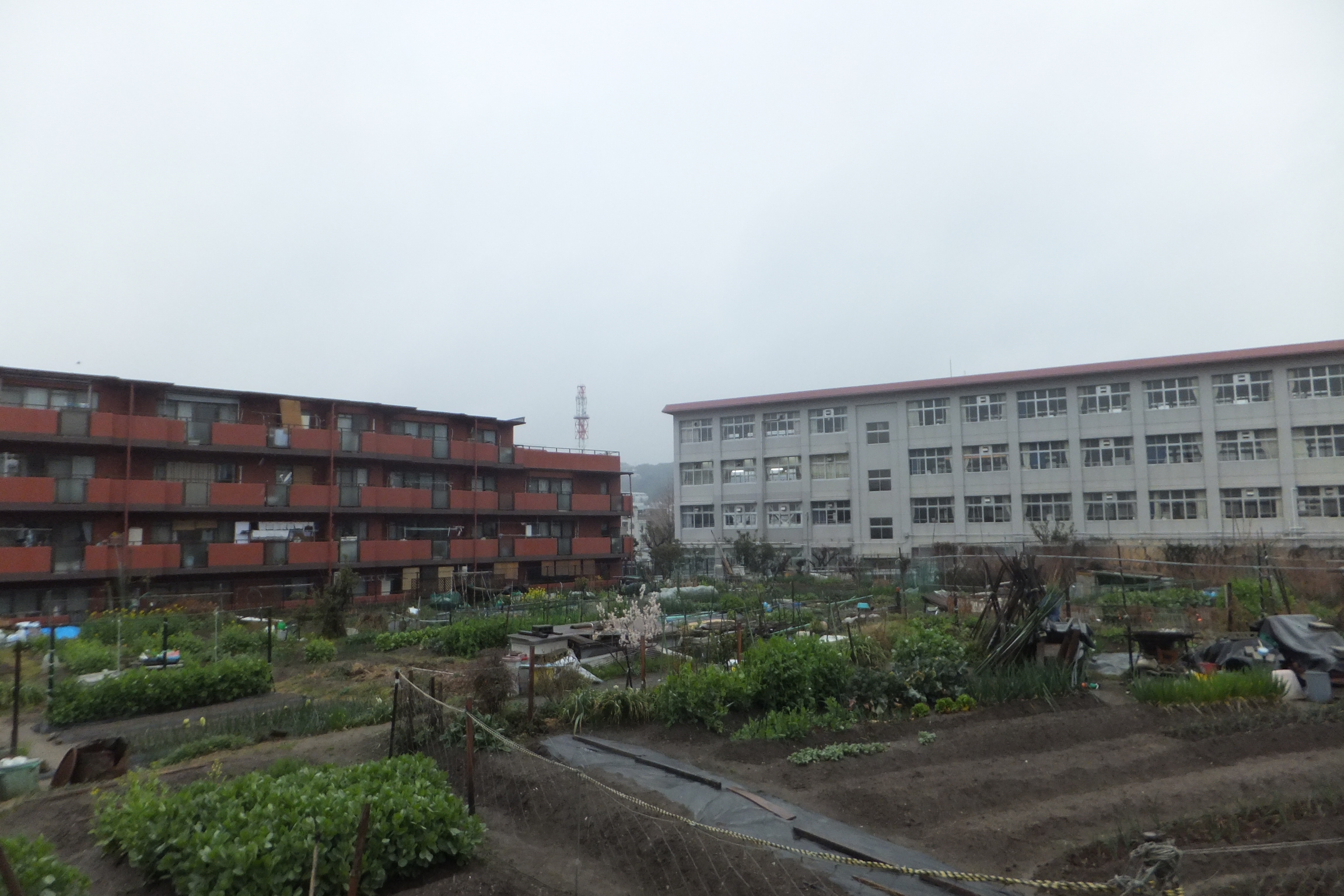
乙木地区の農業地帯
乙木3丁目で撮影

垂水区の南部に位置する。福田川左岸の、市営住宅などが建つ住宅地域である。青山台・美山台があるジェームス山団地の西麓にある。東は美山台、南は王居殿、西は東垂水・山手、福田川を挟んで福田、北は東垂水町に接する。住居表示が実施されている。

## 歴史
1984年（昭和59年）11月に、住居表示実施と共に東垂水町字乙木谷・字焼ケ平・字新ケ平・字菅ノ口・字音木ノ口の各一部より成立した。

### 地名の由来
東垂水町の小字「乙木谷」に由来する。神戸市立福田小学校の東側はかつて新ケ平と呼ばれた河岸段丘上の台地でその南北に谷があり、それらの谷の名が乙木（音木）であった。オトギという名はほとに関係しているという説がある。また、「ホトケ（仏）の谷」の転訛であるという説もある。

### 町名の変遷
| 実施後     | 実施年月日             | 実施前（各小字ともその一部）                               |
| ---------- | ---------------------- | ---------------------------------------------------------- |
| 乙木一丁目 | 1984年（昭和59年）11月 | 東垂水町字乙木谷、字焼ケ平、字新ケ平、字菅ノ口、字音木ノ口 |
| 乙木二丁目 | 1984年（昭和59年）11月 | 東垂水町字乙木谷、字焼ケ平、字新ケ平、字菅ノ口、字音木ノ口 |
| 乙木三丁目 | 1984年（昭和59年）11月 | 東垂水町字乙木谷、字焼ケ平、字新ケ平、字菅ノ口、字音木ノ口 |

## 世帯数と人口
2021年（令和3年）12月31日現在の世帯数と人口は以下の通りである。
| 町丁       | 世帯数  | 人口    |
| ---------- | ------- | ------- |
| 乙木一丁目 | 293世帯 | 568人   |
| 乙木二丁目 | 254世帯 | 504人   |
| 乙木三丁目 | 92世帯  | 204人   |
| 計         | 639世帯 | 1,276人 |

## 小・中学校の学区
市立小・中学校に通う場合、学区は以下の通りとなる。
| 丁目   | 番   | 小学校             | 中学校               |
| ------ | ---- | ------------------ | -------------------- |
| 一丁目 | 全域 | 神戸市立福田小学校 | 神戸市立垂水東中学校 |
| 二丁目 | 全域 | 神戸市立福田小学校 | 神戸市立垂水東中学校 |
| 三丁目 | 全域 | 神戸市立福田小学校 | 神戸市立垂水東中学校 |

## 交通
神戸市営バスによる垂水駅東側にある垂水東口と東垂水地区、塩屋地区を接続する路線バス、並びに山陽バスによる松風台からの循環形式のバス(24系統東垂水線 2011年12月26日新設)が運行されている。

### バス
神戸市バス並びに山陽バスの乙木1丁目停留所がある。
| 系統 | 起点   | 経由バス停                                                  | 終点           |
| ---- | ------ | ----------------------------------------------------------- | -------------- |
| 57   | 青山台 | 塩屋大谷 垂水東中学校前 王居殿3 垂水東口 王居殿3 大谷公園北 | 垂水東中学校前 |

| 系統         | 起点   | 経由バス停                                           | 終点   |
| ------------ | ------ | ---------------------------------------------------- | ------ |
| 24(東垂水線) | 松風台 | 青山台7 美山台1 王居殿3 東垂水公民館前 乙木1 青山台7 | 松風台 |

## 施設
教育
- 神戸市立福田小学校 - 乙木三丁目3番1号

公共
- 市立福田地域福祉センター - 乙木三丁目3番2号

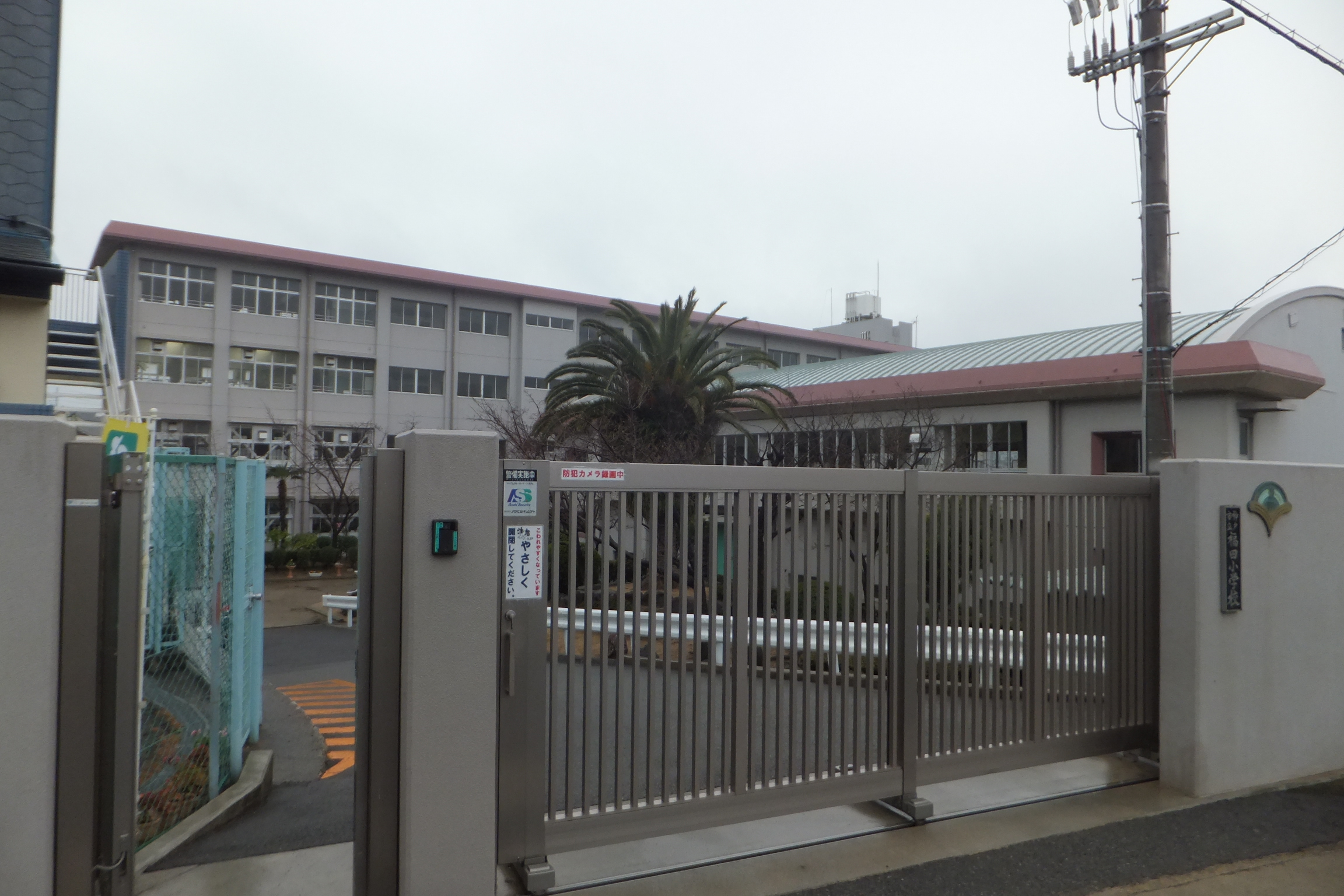
神戸市立福田小学校